# Dogfight 1942
Dogfight 1942 es un videojuego simulador de vuelo de combate de acción desarrollado y distribuido por City Interactive Games. El juego fue lanzado el 5 de septiembre de 2012 para Xbox 360 y PlayStation 3, y el 21 de septiembre de 2012 para Windows por medio de Steam.
El juego está basado en varias batallas que toman lugar durante la Segunda Guerra Mundial. El juego también es el quinto y último juego en la serie de videojuegos Combat Wings.

## Jugabilidad
En Dogfight 1942, los jugadores navegarán por las misiones utilizando controles diseñados para acomodarse a varios niveles de habilidad, permitiendo una maniobrabilidad sensible durante los combates. Las tácticas como la evasión y apuntar de forma precisa juegan un rol crucial para superar a los adversarios en encuentros aéreos intensos. Las misiones del juego cubren un amplio rango de escenarios, desde combates con aviones enemigos hasta ejecutar bombardeos precisos sobre blancos estratégicos, proporcionando a los jugadores una experiencia de juego diversa e inmersiva.
A medida que los jugadores progresen por el juego, desbloquearán nuevos aviones y mejoras, potenciando sus capacidades de combate e introduciendo opciones estratégicas adicionales. Ya sea mejorando la agilidad del avión o equipando a un bombardero con armamentos más pesados, el jugador puede ajustar su experiencia de jugabilidad para adaptarse a sus preferencias. Los oponentes controlados por la computadora serán parte del desafío, requiriendo adaptabilidad y un pensamiento estratégico de parte de los jugadores para ganar.
Además de la campaña de un jugador, Dogfight 1942 ofrece modos multijugador, los cuales son el modo campaña cooperativa, modo supervivencia y modo combate. Estos modos proporcionan una oportunidad para los jugadores de participar en combates y misiones cooperativas. Con sus mecánicas de jugabilidad y modos multijugador, Dogfight 1942 ofrece contenido tanto para los entusiastas del combate aéreo como aquellos interesados en la historia de la Segunda Guerra Mundial.

### Contenido descargable
Dogfight 1942 tiene dos paquetes de contenido, Russia Under Siege y Fire Over Africa.

#### Russia Under Siege
Russia Under Siege es el primer paquete lanzado para Dogfight 1942. Fue lanzado el 28 de septiembre de 2012 para todas las plataformas y fue distribuido por City Interactive Games. Este paquete añadió las campañas «Eastern Winds».

#### Fire Over Africa
Fire Over Africa es el segundo y último paquete lanzado para Dogfight 1942. Este paquete fue lanzado el 5 de octubre de 2012 para todas las plataformas y fue distribuido por City Interactive Games. Añade las campañas de «The Sands of Africa».

## Desarrollo
El juego fue porteado a Xbox 360, PlayStation 3 y Windows a través de Steam. Se planeó una versión para Nintendo Wii, pero fue cancelada durante el desarrollo.

## Recepción
Dogfight 1942 recibió reseñas «mixtas o medias» de acuerdo con el sitio web agregador de reseñas Metacritic.
PlayStation Official Magazine - UK calificó a la versión de PlayStation 3 del juego con un 60/100, diciendo que: «Dogfight 1942 es un simulador de vuelo arcade ambientado en la Segunda Guerra Mundial. Desafortunadamente, las misiones carecen de variedad. Así que mejor que saltees este vuelo».
The Official Xbox Magazine (US) calificó a la versión de Xbox 360 del juego con un 50/100, diciendo que: «Dos amigos en local podrán pasar una tarde placentera eliminando aviones controlados por la IA en el modo combate, enfrentándose a incontables oleadas en el modo supervivencia, o revisitando misiones que admitan a un compañero en cooperativo. Pero incluso esos encantos tibios se sienten como vuelos de entrenamiento obtusos».